# 18180 Айрінсан
18180 Айрінсан (18180 Irenesun) — астероїд головного поясу, відкритий 25 серпня 2000 року.
Тіссеранів параметр щодо Юпітера — 3,637.